# Denětice
Denětice (německy Tenetitz) jsou malá vesnice v Mostecké pánvi v okrese Chomutov. Stojí deset kilometrů jihovýchodně od Chomutova a 4,5 kilometru jihovýchodně od Března v nadmořské výšce 270 metrů. Vesnice byla založena snad již ve dvanáctém století a velkou část své existence byla rozdělena mezi více majitelů.. Obyvatelé se živili především zemědělstvím. Ve druhé polovině dvacátého století se vesnice téměř vylidnila a stala se částí obce Březno. Jižně od vesnice vede železniční trať Lužná u Rakovníka – Chomutov.
Denětice stojí ve stejnojmenném katastrálním území o rozloze 2,83 km².

## Název
Název vesnice je odvozen z osobního jména Zdeňata ve významu ves lidí Zdeňatových. Původní variantou názvu tedy byly Zdenětice, ale první písmeno považované za předložku bylo časem vypuštěno. V historických pramenech se jméno vyskytuje ve tvarech: Denetice (1454), Tenetitze (1541), w Deneticzych (1543), ve Denieticzych (1561), Deneticzy (1623) nebo Tenetitz (1787).

## Historie
Ačkoliv se běžně uvádí, že první písemná zmínka o vesnici pochází z roku 1454, je možné, že vesnice byla založena waldsasenským klášterem již ve dvanáctém století. Ve čtrnáctém století ji spolu s dalšími vesnicemi v okolí získal grünhainský klášter. Během husitských válek husité klášter roku 1429 přepadli a zmocnili se i Denětic, ale později je klášteru vrátili. Poté vesnici získal do zástavy král Jiří z Poděbrad. Jeho následovník, král Vladislav Jagellonský, ji zastavil Benešovi z Veitmile († 1496), kterému ji klášter za 1400 uherských zlatých vyplatil. Po zrušení kláštera v roce 1533 převzal příjmy z klášterních vsí na českém území Albrecht Šlik. Vedl o ně spor s Johannem Fridrichem Saským. Jejich pře skončila až roku 1549, kdy český klášterní majetek převzal král Ferdinand I.
Ve druhé polovině šestnáctého století se Denětice staly součástí chomutovského panství. Po mocenském pádu Jiřího Popela z Lobkovic byly spolu s jeho ostatním majetkem zabaveny, a přestože v nich žilo jen pět poddaných, oceněny na 8 950 kop grošů. Před bitvou na Bílé hoře byly rozděleny na tři části. Jednu vlastnilo město Žatec, další patřila k ahníkovskému panství Jana Jindřicha Štampacha ze Štampachu a třetí byla součástí velemyšleveského statku Jana Mikuláše Hochhauzera z Hochhauzu, majiteli zámku Jezeří. Jan Jindřich Štampach a Jan Mikuláš Hochhauzer se zúčastnili stavovského povstání, za což jim byl zkonfiskován majetek. Velemyšleveskou část poté koupili chomutovští jezuité. Podle berní ruly z roku 1654 byla vesnice v dobrém stavu. Žili v ní jen čtyři sedláci, kteří měli dohromady patnáct potahů, dvanáct krav, dvacet jalovic, 36 ovcí, 41 prasat a dvacet koz. Na polích se pěstovalo žito a pšenice.
Jezuité svou část roku 1669 prodali svobodnému pánovi z Klebelsberku, který ji připojil k hrušovanskému panství, a roku 1739 celé panství koupilo město Chomutov. Zbývající dva dvory v Deněticích patřily od roku 1695 Václavu Negronikovi z Riesenbachu, ale později i ty přešly do majetku Chomutova, a město tak získalo celou vesnice. Ve druhé polovině osmnáctého století se vesnice značně rozrostla. Zatímco v roce 1756 v ní stálo jen šest domů, roku 1787 jich bylo devatenáct. Kromě nich ve vesnici býval panský dvůr a severně od ní stával mlýn.
Provoz na trati Chomutov – Lužná u Rakovníka byl zahájen roku 1871, ale denětická zastávka byla vybudována až později. Ve vesnici nebyla škola, a děti musely chodit do školy v Hrušovanech. K elektrické síti byla vesnice připojena díky Elektrárenskému družstvu Denětice až ve třicátých letech dvacátého století. Po druhé světové válce poklesl počet obyvatel na polovinu předválečného stavu, a dále klesal, až se vesnice téměř vylidnila. V roce 2001 v ní byl obydlený jediný dům.

## Obyvatelstvo
Při sčítání lidu v roce 1921 zde žilo 94 obyvatel (z toho 47 mužů), kteří byli kromě šesti Čechoslováků německé národnosti. Všichni se hlásili k římskokatolické církvi. Podle sčítání lidu z roku 1931 měla vesnice 91 obyvatel německé a sedm československé národnosti, kteří s výjimkou pěti lidí bez vyznání patřili k římskokatolické církvi.
|                                                                   | 1869 | 1880 | 1890 | 1900 | 1910 | 1921 | 1930 | 1950 | 1961 | 1970 | 1980 | 1991 | 2001 | 2011 | 2021 |
| ----------------------------------------------------------------- | ---- | ---- | ---- | ---- | ---- | ---- | ---- | ---- | ---- | ---- | ---- | ---- | ---- | ---- | ---- |
| Obyvatelé                                                         | 125  | 114  | 121  | 110  | 119  | 94   | 98   | 57   | 23   | 14   | 3    | 4    | 3    | 2    | 2    |
| Domy                                                              | 20   | 22   | 21   | 21   | 19   | 19   | 19   | 13   | —    | 6    | 2    | 3    | 2    | 2    | 1    |
| Počet domů z roku 1961 je zahrnut v celkovém počtu domů Střezova. |      |      |      |      |      |      |      |      |      |      |      |      |      |      |      |

## Obecní správa

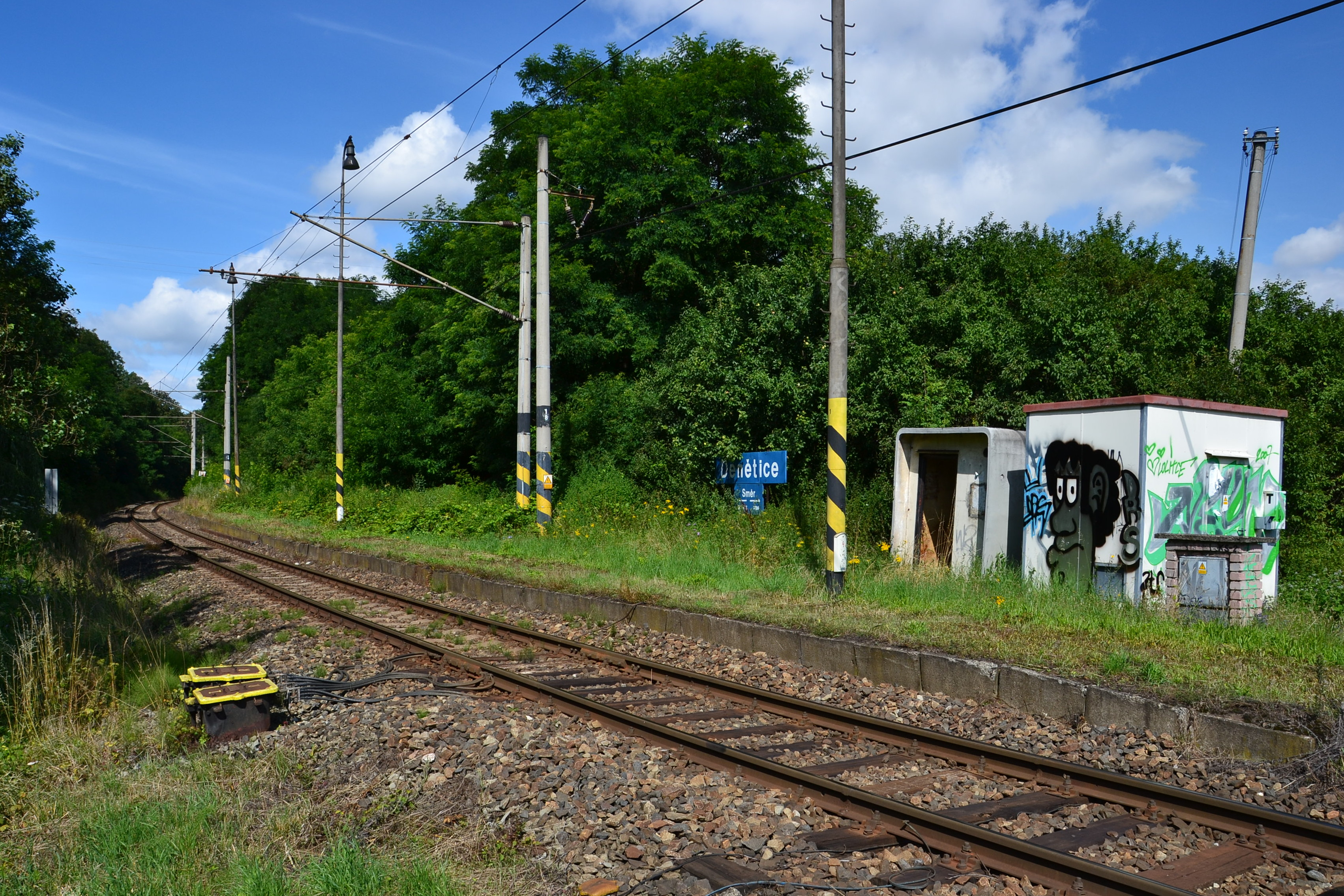
Železniční zastávka v roce 2011

Po zrušení poddanství se Denětice roku 1850 staly samostatnou obcí, kterou zůstaly až do roku 1960, kdy byly připojeny ke Střezovu. Spolu s ním se 14. června 1964 staly částí obce Březno.
Při volbách do obecních zastupitelstev konaných 22. května 1938 v Deněticích žilo sedmdesát voličů. Volby však neproběhly, protože kandidátní listinu podala pouze Sudetoněmecká strana, která se tak automaticky stala vítězem voleb.

## Pamětihodnosti
Ve vesnici stávala obdélná kaple s plochým stropem z první poloviny devatenáctého století a u železniční zastávky býval památník s nápisem 4 soldats français de ľarmée napoléoninne. Asi 150 metrů východně od vesnického mlýna údajně vyvěral pramen kyselky, ale pravděpodobně šlo jen o slabě nasycenou vodu sloučeninami hnědouhelných vrstev.